# Волинцівська волость
Волинцівська волость — адміністративно-територіальна одиниця Путивльського повіту Курської губернії.
Станом на 1886 рік складалася з 26 поселень, 42 сільських громад. Населення — 5732 особи (2822 чоловічої статі та 2910 — жіночої), 759 дворових господарств.
|                     | Площа, десятин | У тому числі орної, дес. |
| ------------------- | -------------- | ------------------------ |
| Сільських громад    | 4805           | 3540                     |
| Приватної власності | 10431          | 3864                     |
| Казенної власності  | 625            | 625                      |
| Іншої власності     | 135            | 88                       |
| Загалом             | 15996          | 8117                     |

Найбільші поселення волості:
- Волинцеве — колишнє власницьке та державне село за 15 верст від повітового міста, 535 осіб, 77 дворів, православна церква. За 8 верст — винокурний завод.
- Манухівка — колишнє власницьке та державне село при річці Сейм, 401 особа, 54 двори, православна церква.